# 15 novembre 1980
Le samedi 15 novembre 1980 est le 320e jour de l'année 1980.

## Naissances
- Ace Young, auteur-compositeur-interprète et acteur américain
- Burhan Qurbani, réalisateur de film germano-afghan
- Cory Redding, joueur américain de football américain
- Delila Hatuel, Escrimeuse israélienne
- Grégory Choplin, boxeur professionnel franco-ivoirien
- Guillaume Chauchat, illustrateur et auteur de bande dessinée français
- Kevin Staut, cavalier de saut d'obstacles français
- Lim Yoon Taek (mort le 11 février 2013),  chanteur et leader sud-coréen du groupe Ulala Session

## Décès
- Bill Lee (chanteur) (né le 21 août 1916), chanteur américain
- Emilio Pujol (né le 7 avril 1886), musicien espagnol
- George Douglas (né le 6 mai 1902), auteur britannique de roman policier
- Harry Larva (né le 9 septembre 1906), coureur de fond finlandais
- Henri Olive Tamari (né le 11 août 1898), peintre, graveur et poète français
- Jacques Maret (né le 25 septembre 1900), peintre, graveur, illustrateur et poète français
- Joan Fleming (née le 27 mars 1908), femme de lettres britannique